# Kisara
| Kisara                         |                         |
| ------------------------------ | ----------------------- |
| Xuất hiện lần đầu trong anime  | Yugioh phần 2-tập 94    |
| Xuất hiện lần đầu trong manga  | Yugioh tập 34           |
| Xuất hiện lần cuối trong anime | Yugioh phần 5-tập 204   |
| Xuất hiện lần cuối trong manga | Yugioh tập 39           |
| Tạo ra bởi                     | Kazuki Takahashi        |
| Lồng tiếng(bản tiếng Nhật)     | Rie Nakagawa            |
| Lồng tiếng(bản tiếng Anh)      | Caroline Lawson         |
| Tên tiếng Nhật                 | キサラ                  |
| Tên tiếng Anh/Romanji          | Kisara                  |
| Giới tính                      | Nữ                      |
| Chủng loại                     | Con người               |
| Quốc tịch                      | Ai Cập(không chắc chắn) |
| Tình trạng                     | Đã chết                 |
| Quan hệ                        |                         |
| Thần quan Seto                 | Người yêu               |
| Rồng trắng mắt xanh            | Yêu tinh                |

## Giới thiệu nhân vật
Kisara(キサラ) là một nhân vật hư cấu trong bộ manga-anime Yugioh (Vua trò chơi).Cô là chủ nhân đầu tiên của Rồng trắng mắt xanh.
Cô sống ở thời Ai Cập cổ đại,nhưng vẻ ngoài của cô không giống người Ai Cập:làn da trắng,mái tóc màu trắng pha xanh sáng,và đôi mắt xanh biển nhạt. Hầu như chắc chắn rằng đó là do ảnh hưởng của Rồng trắng mắt xanh trong linh hồn cô. Tất cả những cảnh xuất hiện trong phim,cô mặc một chiếc váy xám cũ kĩ và hơi rách. Cô được miêu tả dịu dàng,hiền lành,trong sáng và sẵn sàng hi sinh vì người mình yêu quý. Lúc đầu,cô có vẻ yếu đuối,nhưng sau đó,sự mạnh mẽ tiềm ẩn trong cô được bộc lộ,sự mạnh mẽ xuất phát từ tình yêu và lòng trung thành của cô đối với thần quan Seto. Thân phận của cô đến cuối phim vẫn không hé lộ-không ai biết tại sao yêu tinh trong linh hồn của một cô gái bình thường lại có sức mạnh phi thường.

## Vai trò trong phim
Ở tập 205,khi thần quan Seto đang trên đường tìm kiếm một yêu tinh đủ mạnh để đánh bại,anh đã bắt gặp Kisara đang bị một đám đông ném đá và bắt nạt-họ cho rằng cô là phù thủy vì làn da trắng và mái tóc xanh khác lạ so với người Ai Cập. Thần quan Shadam-bằng Chìa khóa ngàn năm- nhận ra trong linh hồn cô có một quái thú rất mạnh,dưới hình dạng của một con rồng trắng(Rồng trắng mắt xanh). Seto đã đem cô về chăm sóc chữa trị,sau đó anh nhớ ra mình đã từng gặp cô khi cả hai còn nhỏ-anh đã cứu cô khỏi những kẻ buôn nô lệ,và để trả ơn anh,cô đã dùng Rồng trắng mắt xanh giết hết những kẻ đốt làng và giết mẹ của anh.
Ở tập 207,208,thần quan Akhunadin- sau khi nghe Seto kể về cô gái với yêu tinh có sức mạnh phi thường-đã ép cô phải dùng yêu tinh của mình đấu với các tù nhân khác,nhằm kiểm tra và tìm cách chiếm đoạt yêu tinh ấy từ cô. Dù vậy,cô đã không gọi ra Rồng trắng mắt xanh ngay cả khi những tên tù nhân gần như đã giết cô,nếu ngay lúc đó Seto không cứu cô. Nhưng sau đó,Kisara đã gọi ra Rồng trắng mắt xanh và cứu cả hai. Akhunadin xúi giục Seto giết Kisara để lấy Rồng trắng mắt xanh,nhưng anh tỏ ý không muốn làm.
Cô có giác quan thứ sáu rất nhạy bén-có thể linh cảm chính xác những nguy hiểm đang đến. Khi Seto đang bị Akhunadin lôi kéo,Kisara đã cảm nhận được và chạy đi tìm anh. Trên đường đi,cô đã gặp Seto Kaiba thời hiện tại-vừa bị lôi về quá khứ. Cô nói với anh rằng thế lực tà ác sắp xâm chiếm thế giới- và khi anh tỏ ý không tin,cô đã bỏ đi.
Khi tìm được Seto- đang bị Akhunadin tách khỏi Pharaoh cùng các tư tế và xúi giục,cô đã chiến đấu để bảo vệ anh- bằng Rồng trắng mắt xanh,và đã giúp anh cương quyết đứng về phe Pharaoh. Nhưng sau đó,cô đã chết khi đứng ra chắn cho Seto khỏi đòn tấn công của Akhunadin(trong bản tiếng Anh,Akhunadin nói rằng đã biết Kisara sẽ bảo vệ Seto,và đó chính là điểm yếu để hắn tiêu diệt cô). Khi Seto bị Akhenaden thôi miên và đấu với Atem,linh hồn của cô trong Rồng trắng mắt xanh đã tiêu diệt Akhunadin và giải thoát Seto. Sau đó,Seto đã bế Kisara đứng trước bàn đá nhốt Rồng trắng mắt xanh- đó cũng chính là cảnh Seto Kaiba đã nhìn thấy khi ký ức quá khứ hiện về trong trận đấu với Ishizu Ishtar.

## Quan hệ

#### Thần quan Seto
Takahashi từng nói rằng ban đầu,ông đã định khai thác sâu hơn mối quan hệ của Seto và Kisara(gồm có một âm mưu nhất thời của Seto-nổi dậy chống lại Pharaoh nhằm trả thù cho cái chết của Kisara),nhưng để kịp thời hạn nộp kịch bản,chi tiết đó đành bị cắt. Theo lời Takahashi,tình yêu của Seto dành cho Kisara chính là một phần nguyên nhân Kaiba bị ám ảnh bởi Rồng trắng mắt xanh đến vậy. 
Tình cảm của cô đối với Seto thực sự sâu đậm-cô đã chiến đấu để bảo vệ và chết vì anh,và cô cũng đã cứu Seto thoát khỏi sự điều khiển của Akhenaden. Tình cảm đó một phần xuất phát từ lòng biết ơn của cô,vì Seto đã nhiều lần cứu và bảo vệ cô. Ngược lại,có vẻ như Seto cũng dành cho Kisara tình cảm sâu sắc. Anh đã nhận ra sự tàn ác của kế hoạch sử dụng yêu tinh trong người dân khi thấy Kisara bị ép chiến đấu. Anh nhất quyết phản đối việc lấy yêu tinh của Kisara,và đã bảo vệ cô khi Akhenaden muốn làm điều đó. Và cũng chỉ có một lần duy nhất anh khóc-khi Kisara chết. Khi Atem nói hãy tin vào ánh sáng trong anh,anh đã nghĩ đến Kisara.

#### Rồng trắng mắt xanh
Rồng trắng mắt xanh là yêu tinh trong linh hồn cô,và dù không có phép thuật,cô vẫn có thể gọi ra nó. Tuy vậy,vì một lý do không rõ,cô không bao giờ gọi Rồng trắng mắt xanh để bảo vệ mình,mà chỉ dùng nó để bảo vệ Seto. Theo như trong anime,linh hồn cô liên kết với Rồng trắng mắt xanh,có nghĩa là nếu lấy Rồng trắng mắt xanh ra  khỏi cô,cô sẽ chết.Sau này,khi cô chết,cô đã trao Rồng trắng mắt xanh cho thần quan Seto.